# Aleksios Aleksandris
Aleksios Aleksandris (gr. Αλλέξιος Αλεξανδρής, ur. 21 października 1968 w Kiato na Peloponezie) – grecki piłkarz i trener piłkarski. Reprezentant kraju grający na pozycji napastnika.

## Kariera klubowa
Karierę piłkarską Aleksandris rozpoczął w klubie o nazwie Pelopas Kiato, a następnie był zawodnikiem Anagennisi Kiato. W 1986 roku trafił do pierwszoligowej Verii FC. Tam grał przez pięć sezonów i należał do najskuteczniejszych zawodników klubu, także po spadku klubu do drugiej ligi. W 1991 roku podpisał kontrakt z AEK Ateny. W ataku AEK-u występował z takimi zawodnikami jak Wasilis Dimitriadis, Daniel Batista czy Georgios Savvides. W latach 1992–1994 trzykrotnie z rzędu wywalczył mistrzostwo Grecji. Z kolei w sezonie 1993/1994 został współkrólem strzelców z Krzysztofem Warzychą z Panathinaikosu Ateny.
Latem 1994 roku Aleksandris przeszedł do Olympiakosu Pireus. W pierwszym sezonie stworzył atak z Batistą i Vladimirem Iviciem, a w kolejnym także z Andrzejem Juskowiakiem. W sezonie 1996/1997 osiągnął z Olympiakosem swoje pierwsze sukcesy - z 23 golami został najlepszym strzelcem Alpha Ethniki, a klub z Pireusu po 10 latach przerwy został mistrzem kraju. Od tamtego sezonu zaczęła się mistrzowska seria Olympiakosu, który do 2003 roku wywalczył jeszcze 6 kolejnych tytułów mistrza kraju. W tym okresie Aleksandris zdobył z Olympiakosem także Puchar Grecji w 1999 roku oraz dwa kolejne tytuły króla strzelców ligi, w sezonie 2000/2001 (20 goli) i sezonie 2001/2002 (19 goli). W sezonie 2003/2004 odniósł kontuzję i nie rozegrał żadnego spotkania.
Latem 2004 Aleksandris odszedł do drugoligowej Larisy, ale po pół roku znów zmienił klub i został piłkarzem Kallithei. Od lata 2005 do lata 2006 był grającym trenerem cypryjskiego APOP Kinyras Peyias, w barwach którego zakończył karierę.
| Sezon   | Klub                | Kraj   | Rozgrywki     | Mecze | Bramki |
| ------- | ------------------- | ------ | ------------- | ----- | ------ |
| 1986/87 | Veria FC            | Grecja | Alpha Ethniki | 13    | 0      |
| 1987/88 | Veria FC            | Grecja | Alpha Ethniki | 30    | 7      |
| 1988/89 | Veria FC            | Grecja | Beta Ethniki  | 29    | 8      |
| 1989/90 | Veria FC            | Grecja | Beta Ethniki  | 32    | 21     |
| 1990/91 | Veria FC            | Grecja | Beta Ethniki  | 30    | 16     |
| 1991/92 | AEK Ateny           | Grecja | Alpha Ethniki | 26    | 11     |
| 1992/93 | AEK Ateny           | Grecja | Alpha Ethniki | 31    | 14     |
| 1993/94 | AEK Ateny           | Grecja | Alpha Ethniki | 32    | 24     |
| 1994/95 | Olympiakos SFP      | Grecja | Alpha Ethniki | 30    | 16     |
| 1995/96 | Olympiakos SFP      | Grecja | Alpha Ethniki | 25    | 6      |
| 1996/97 | Olympiakos SFP      | Grecja | Alpha Ethniki | 34    | 23     |
| 1997/98 | Olympiakos SFP      | Grecja | Alpha Ethniki | 31    | 14     |
| 1998/99 | Olympiakos SFP      | Grecja | Alpha Ethniki | 26    | 10     |
| 1999/00 | Olympiakos SFP      | Grecja | Alpha Ethniki | 29    | 15     |
| 2000/01 | Olympiakos SFP      | Grecja | Alpha Ethniki | 27    | 20     |
| 2001/02 | Olympiakos SFP      | Grecja | Alpha Ethniki | 22    | 19     |
| 2002/03 | Olympiakos SFP      | Grecja | Alpha Ethniki | 18    | 4      |
| 2003/04 | Olympiakos SFP      | Grecja | Alpha Ethniki | 0     | 0      |
| 2004/05 | AE Larisa           | Grecja | Beta Ethniki  | 9     | 2      |
| 2004/05 | Kallithea FC        | Grecja | Alpha Ethniki | 13    | 4      |
| 2005/06 | APOP Kinyras Peyias | Cypr   | Division A    | 17    | 15     |

## Kariera reprezentacyjna
W reprezentacji Grecji Aleksandris zadebiutował 27 marca 1991 w zremisowanym 0:0 towarzyskim spotkaniu z Marokiem. W 1994 roku został powołany przez selekcjonera Alketasa Panaguliasa do kadry na Mistrzostwa Świata w USA. Tam wystąpił w jednym spotkaniu, przegranym 0:2 z Nigerią. W kadrze narodowej Grecji grał do 2002 roku. Rozegrał w niej 42 spotkania i strzelił 10 goli.

## Kariera trenerska
12 lutego 2008 roku Aleksandris został trenerem drugoligowej Kerkiry Korfu.